# Tortorici
Pour l’article homonyme, voir Michele Tortorici.
Tortorici est une commune de la province de Messine, dans la région Sicile, en Italie.

## Administration
| Période                                  | Période | Identité            | Étiquette | Qualité |
| ---------------------------------------- | ------- | ------------------- | --------- | ------- |
| Novembre 2022                            |         | Carmelo Rizzo Nervo |           | Maire   |
| Les données manquantes sont à compléter. |         |                     |           |         |

### Communes limitrophes
Bronte, Castell'Umberto, Floresta, Galati Mamertino, Longi, Randazzo, San Salvatore di Fitalia, Sinagra, Ucria.